# دنیل پولاک
دنیل پولاک (انگلیسی: Daniel Pollock؛ ۲۴ اوت ۱۹۶۸ – ۱۳ آوریل ۱۹۹۲) هنرپیشه اهل استرالیا بود. وی بین سال‌های ۱۹۸۸ تا ۱۹۹۲ میلادی فعالیت می‌کرد. از فیلم‌هایی که وی در آن نقش داشته است، می‌توان به برهان و رومپر استومپر اشاره کرد.